# James Francis Louis McIntyre
James Francis Louis McIntyre (New York, 25 giugno 1886 – Los Angeles, 16 luglio 1979) è stato un cardinale e arcivescovo cattolico statunitense.

## Biografia
Nacque a New York il 25 giugno 1886.
Papa Pio XII lo elevò al rango di cardinale nel concistoro del 12 gennaio 1953. Partecipò al Concilio Vaticano II e fu vicepresidente della Commissione dei vescovi e del governo delle diocesi.
Morì il 16 luglio 1979 all'età di 93 anni.

## Genealogia episcopale e successione apostolica
La genealogia episcopale è:
- Cardinale Scipione Rebiba
- Cardinale Giulio Antonio Santori
- Cardinale Girolamo Bernerio, O.P.
- Arcivescovo Galeazzo Sanvitale
- Cardinale Ludovico Ludovisi
- Cardinale Luigi Caetani
- Cardinale Ulderico Carpegna
- Cardinale Paluzzo Paluzzi Altieri degli Albertoni
- Papa Benedetto XIII
- Papa Benedetto XIV
- Papa Clemente XIII
- Cardinale Marcantonio Colonna
- Cardinale Giacinto Sigismondo Gerdil, B.
- Cardinale Giulio Maria della Somaglia
- Cardinale Carlo Odescalchi, S.I.
- Cardinale Costantino Patrizi Naro
- Cardinale Lucido Maria Parocchi
- Papa Pio X
- Papa Benedetto XV
- Papa Pio XII
- Cardinale Francis Joseph Spellman
- Cardinale James Francis Louis McIntyre

La successione apostolica è:
- Vescovo Edward Vincent Dargin (1953)
- Vescovo Walter Philip Kellenberg (1953)
- Vescovo Alden John Bell (1956)
- Vescovo John James Ward (1963)